# (183) Istria
(183) Istria ist ein Asteroid des mittleren Hauptgürtels, der am 8. Februar 1878 vom österreichischen Astronomen Johann Palisa an der Marine-Sternwarte Pola entdeckt wurde.
Der Asteroid wurde benannt nach Istrien, der (heute kroatischen) Halbinsel am nördlichen Ende der Adria, auf der sich Triest und die Entdeckungsstadt befinden. Die Benennung erfolgte durch Vizeadmiral Bernhard von Wüllerstorf-Urbair, dem Kommandanten der ersten österreichischen Weltumsegelung 1857–1859 mit der Fregatte „Novara“.

## Wissenschaftliche Auswertung
Aus Ergebnissen der IRAS Minor Planet Survey (IMPS) wurden 1992 erstmals Angaben zu Durchmesser und Albedo für zahlreiche Asteroiden abgeleitet, darunter auch (183) Istria, für die damals Werte von 35,4 km bzw. 0,19 erhalten wurden. Eine Auswertung von Beobachtungen durch das Projekt NEOWISE im nahen Infrarot führte 2011 zu vorläufigen Werten für den Durchmesser und die Albedo im sichtbaren Bereich von 30,8 km bzw. 0,26. Nach neuen Messungen mit NEOWISE wurden die Werte 2014 auf 32,9 km bzw. 0,22 korrigiert. Eine Anwendung thermophysikalischer Modelle auf Beobachtungen des Asteroiden mit WISE vom 4. Februar und 21. Juli 2010 ergab in einer Untersuchung von 2018 Werte für den Durchmesser und die Albedo von 31,4 km und 0,29. Außerdem konnten die Achsenverhältnisse für ein zweiachsig-ellipsoidisches Gestaltmodell und eine prograde Rotation bestimmt werden.

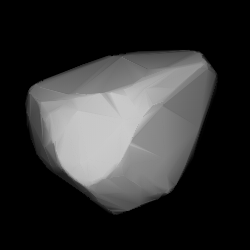
Berechnetes 3D-Modell von (183) Istria

Eine spektroskopische Untersuchung von 820 Asteroiden zwischen November 1996 und September 2001 am La-Silla-Observatorium in Chile ergab für (183) Istria eine taxonomische Klassifizierung als S-Typ.
Photometrische Beobachtungen von (183) Istria fanden erstmals statt vom 27. August bis 3. September 1979 am Table Mountain Observatory in Kalifornien. Aus der Lichtkurve konnte eine Rotationsperiode von 11,77 h bestimmt werden. Aus archivierten photometrischen Daten und einer Beobachtung aus dem Jahr 2004 konnten dann in einer Untersuchung von 2013 Gestaltmodelle des Asteroiden für eine Ausrichtung der Rotationsachse mit prograder Rotation sowie eine Rotationsperiode von 11,76897 h bestimmt werden. Ebenso konnte dann 2021 aus archivierten Daten und photometrischen Messungen von Gaia DR2 erneut eine Rotationsachse mit prograder Rotation berechnet werden. Die Rotationsperiode wurde zu 11,76898 h bestimmt.
Zwischen 2012 und 2018 wurden mit der All-Sky Automated Survey for Supernovae (ASAS-SN) auch photometrische Daten von 20.000 Asteroiden aufgezeichnet. Auf mehr als 5000 davon konnte erfolgreich die Methode der konvexen Inversion angewendet werden, darunter auch (183) Istria, für die in einer Untersuchung von 2021 ein verbessertes dreidimensionales Gestaltmodell für eine Rotationsachse mit prograder Rotation und einer Periode von 11,7686 h berechnet wurde. Aus archivierten Daten des Asteroid Terrestrial-impact Last Alert System (ATLAS) aus dem Zeitraum 2015 bis 2018 konnte in einer Untersuchung von 2022 mit der Methode der konvexen Inversion eine Rotationsperiode von 11,76905 h berechnet werden. Im Jahr 2023 wurde aus photometrischen Messungen von Gaia DR3 erneut ein dreidimensionales Gestaltmodell des Asteroiden für eine Rotationsachse mit prograder Rotation und einer Periode von 11,7690 h berechnet.